# Cabalgata de reyes magos irapuato
La Cabalgata de Reyes Magos Irapuato es un desfile anual que se realiza en la ciudad de Irapuato la noche del 5 de enero de cada año, cuya temática abarca la narrativa del Natividad de Jesús. Se inició en 1970 y al paso de los años se fue conformando como uno de los desfiles más importantes de la ciudad y la más grande a nivel continental.

## Historia
En 1970, Ernesto Alfaro Madrigal junto a sus amigos optaron por disfrazarse de los Reyes Magos para ir llevando regalos a sus hijos.
Años más tarde y por iniciativa de sus hijos, comenzaron a replicar esta tradición saliendo en vehículos por las calles de la ciudad regalando juguetes a niños
El éxito fue notorio y en 1975 se conforma la primera edición de la Cabalgata de Reyes en Irapuato, siendo en la noche del 5 de enero cuando comenzó a realizarse este desfile.
En su inicio, constaba de pocos vehículos adornados con temática de regalo y Navidad, además de relatar los pasajes bíblicos sobre el nacimiento de Jesús y al final el paso de Melchor, Gaspar y Baltazar quienes lo hicieron en vehículos y en otras ediciones cabalgando animales.
Conforme pasaron los años y gracias al éxito que tuvo, comenzó a tener apoyo de asociaciones civiles y obtener apoyo de empresas para costear los gastos que conlleva realizar el desfile. Lo que ha hecho que el desfile se realice de forma anual e ininterrumpida.
Con el fin de mantener la tradición vigente, se creó el patronato de la cabalgata de Reyes Magos, cuyo mando está a cargo de la familia Alfaro.

## Actualidad
La Cabalgata de Reyes comienza a formarse desde mediados año, con el fin de empezar a organizar contingentes y en algunos casos realizar eventos con el fin de recaudar dinero a beneficio de la cabalgata.
La cabalgata se realiza con el apoyo de asociaciones civiles, empresas y apoyo del gobierno estatal y municipal, lo que garantiza que el evento se realice sin complicación alguna.
El evento se realizó de forma anual y sin interrupciones desde 1975 pero fue hasta el año 2021 y 2022 cuando no se realizaron sus respectivas ediciones debido a la Pandemia de COVID-19, siendo la edición de 2020 la última en realizarse de forma presencial, mientras que las siguientes dos ediciones se realizaron de forma virtual. No fue hasta 2023 cuando se volvió a realizar de forma presencial.

## Ruta
En los primeros años del desfile comenzaba desde las instalaciones del estadio Sergio León Chávez y finalizaba en la zona centro de la ciudad, con el crecimiento de la ciudad y población el desfile se fue extendiendo para pasar por las principales avenidas de la ciudad.
Hasta 2014, los contingentes eran armados en el extinto parque de beisbol revolución y en el lienzo charro, ambos ubicados en Calzada de los Chinacos, mismo lugar donde comenzaba el desfile. Sin embargo, tras la demolición del parque de beisbol, una parte del armado permaneció en el lienzo charro, mientras que el resto se realizó en un terreno ubicado al frente de la misma avenida.
La ruta comienza en Calzada de los Chinacos y posteriormente da vuelta en Blvd. Lázaro Cárdenas para incorporarse a Av. Guerrero hasta llegar a zona centro, girando por el primer cuadro de la ciudad hasta de nueva cuenta incorporarse a Blvd. Diaz Ordaz y finalizar a la altura de plaza Don Bosco.
Solo en una edición el desfile sufrió una modificación en 2016, debido a las obras en Blvd. Lázaro Cárdenas, el desfile comenzó por Av. Guerrero a la altura del parque Irekua, lo que generó confusión en los asistentes e incluso molestias.

## Contingentes
Desde sus inicios, el desfile se dividía por pasajes bíblicos del nacimiento de Jesús, en cada pasaje había un camión que lo retrataba, los pasajes bíblicos se dividían en: la anunciación, la visitación, posada, nacimiento del niño Jesús, anunciación a los pastores, huida a Egipto, la Sagrada Familia y escuchando a María.
Al paso de los años se fueron integrando nuevos contingentes pero siempre manteniendo los pasajes bíblicos.
El inicio del desfile es marcado por un "cohetero" que arroja un fuego pirotécnico que anuncia el comienzo de la cabalgata, acto seguido por la aparición de personajes populares de la televisión mexicana y posteriormente la banda de guerra.
Después comienza la aparición de los pasajes bíblicos, y posterior a eso diversos contingentes con temáticas y bailes navideños; asimismo, se han ido incorporando temáticas de personajes infantiles.
El desfile es cerrado con la aparición de los reyes magos quienes van a caballo, con ello los niños hacen entrega de su carta, o bien, enviándolas por globo.

## Controversias
A lo largo de los años de realización, han existido diversas controversias que rodean al evento.
Contaminación
Por muchos años existió la costumbre de enviar cartas a los reyes por globos con helio al momento de aparecer los reyes magos, sin embargo, esta práctica generaba toneladas de basura, además de dañar el cableado eléctrico lo que representaba un peligro por contener helio. A partir de 2019 se ha buscado concientizar el no envió de cartas mediante globo, a su vez pasarían asistentes con buzones para que entregaran cartas o bien, instalando buzones en plazas públicas. 
Otro problema era la basura generada a lo largo del trayecto, debido a que los asistentes comenzaban a apartar lugares desde anticipación comenzaban a tirar la basura en la calle, lo que generaba hasta 11 toneladas de basura. El gobierno de Irapuato entregó bolsas de basura a los asistentes previo al desfile con el fin de agilizar las labores de limpieza.
Apartado de lugares
Uno de los mayores problemas del evento es el apartado de lugares, al realizarse en la vía pública muchos optan por ir a apartar lugares incluso desde un día antes, lo que perjudicaba a que asistentes no podrían observar con comodidad en la ruta del desfile.
En algunos lugares incluso realizan la renta de lugares para observar el desfile con comodidad a costos altos, lucrando con el desfile.
El gobierno municipal desde 2015 ha luchado contra el tema de apartado de lugares realizando operativos y llevándose elementos utilizados como sillas, cuerdas o estructuras metálicas, permitiendo el apartado dos horas antes del desfile.
Este tema ha generado conflictos como peleas entre los asistentes por lugares o por no permitir el libre paso en banquetas y vialidades.
Uno de los temas más polémicos fue en 2014 cuando el presidente de la asociación de hoteleros de Irapuato anunció que colocarían gradas en los hoteles donde pasa el desfile, lo cual género indignación en la población pues la colocación de las gradas tendría un costo, más tarde el gobierno de Irapuato afirmó que no existían permisos para esto y quedó descartado.

## Transmisión
La Cabalgata de Reyes Irapuato nunca había sido transmitido en vivo, previamente antes de 2017 se emitía de forma grabada y un día después por medio de un canal local del extinto sistema de cable de Irapuato, a partir de 2017 y de forma continua se ha emitido en vivo a nivel estatal y en redes sociales de forma internacional por medio de la televisora estatal TVCuatro. Para 2023 se logra emitir a nivel nacional por medio de la RED México.